# Haenkea
Haenkea är ett släkte av skalbaggar som ingår i familjen långhorningar.

## Arter
- Haenkea atra (Chevrolat, 1855)
- Haenkea thoracica (Chevrolat, 1855)
- Haenkea zischkai Tippmann, 1953